# Gábor Fodor
Dans le nom hongrois Fodor Gábor, le nom de famille précède le prénom, mais cet article utilise l’ordre habituel en français Gábor Fodor, où le prénom précède le nom.
Gábor Fodor, né le 27 septembre 1962 à Gyöngyös, est une personnalité politique hongroise, fondateur et président du Parti libéral hongrois, député non-inscrit à l'Assemblée hongroise. 

## Biographie
Il fait ses études à l'université Loránd Eötvös (Budapest) où il sympathise avec Viktor Orbán avec lequel il fondera le Fidesz en 1988. En 1993, en désaccord avec la ligne de Viktor Orbán, il quitte le parti.
Fodor a rejoint l'Alliance des démocrates libres (SZDSZ) en 1993. Le parti a coopéré avec le Parti socialiste hongrois, qui a vaincu le Fidesz en 1994, 2002 et 2006. Il a été ministre de l'Éducation de 1994 à 1995 et ministre de la protection de l'environnement et de l'eau entre 2007 et 2008.

## Galerie

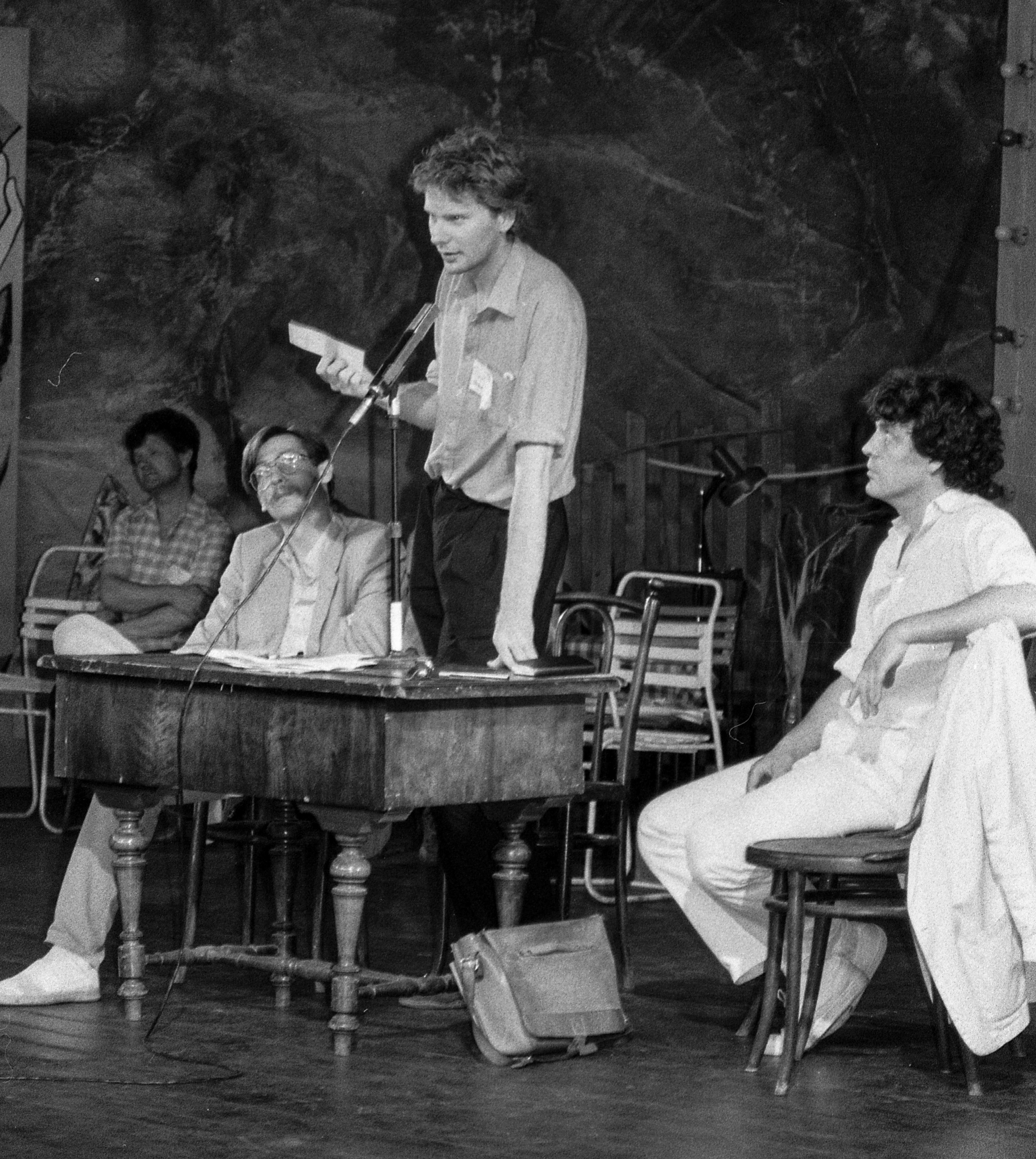
István Szent-Iványi (en) et Ferenc Miszlivetz (à droite) écoutant Gábor Fodor en 1989